# Shahbanu
Shahbanu (persisk: شهبانو, Šahbānū) er en persisk titel, som betyder kejserinde. Titlen blev tildelt Farah Pahlavi i 1967. Farah Pahlavi var gift med Muhammed Reza Pahlavi, shah af Iran, og havde titlen dronning (Malakeh) før hun blev kronet til kejserinde i 1967.
Farah Pahlavi var den første kejserinde, som blev kronet i Iran siden den arabiske invasion i det 7. århundrede. De sidste sasanide-kejserinder, Purandokht og Azarmidokht, ca. år 630, var de sidste, som havde titlen kejserinde før Farah Pahlavi. Sasanide-titlen for shahbanu var bâmbişnân bâmbişn, det vil sige "dronningernes dronning", og blev båret af kongens førstekone, for at fremhæve hende foran de andre dronninger i kongens husholdning.
Farah Pahlavi lever siden 1979 i eksil, men bruger fortsat titlen.